# HD18466
HD18466 — хімічно пекулярна зоря спектрального класу A3, що має видиму зоряну величину в смузі V приблизно  6,3.
Вона  розташована на відстані близько 471,3 світлових років від Сонця.

## Пекулярний хімічний вміст
Зоряна атмосфера GSC6443-644 має підвищений вміст 
Sr.